# ’O Sole Mio

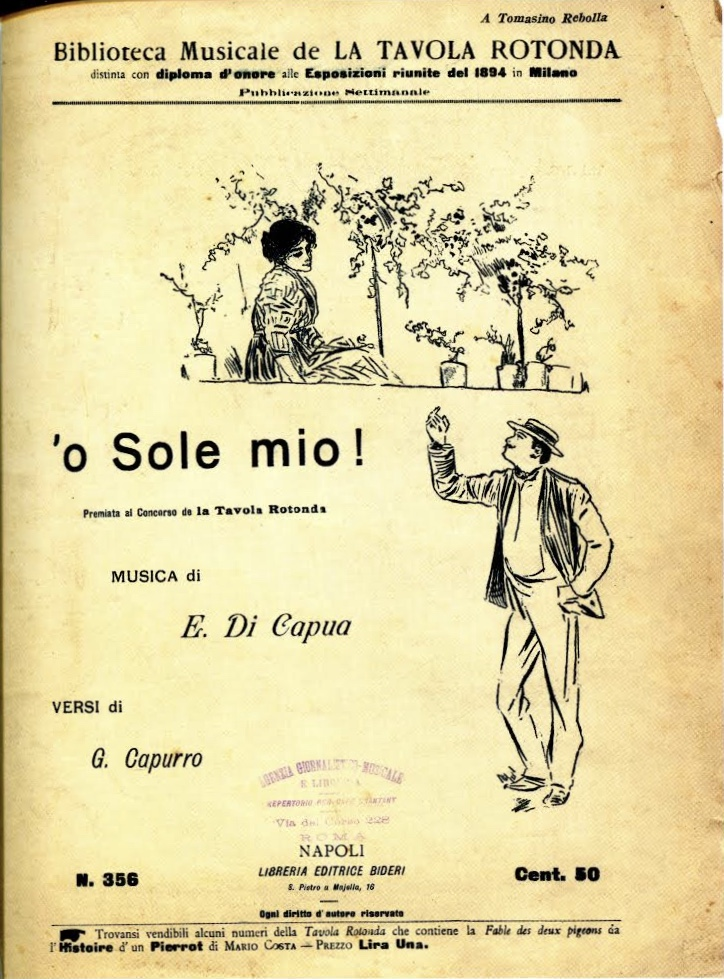
Přední strana obálky prvního vydání not pro píseň:'O sole mio - 1898

’O Sole Mio (Moje slunce) je známa neapolská píseň, kterou roku 1898 složil italský skladatel Eduardo di Capua (1865–1917) na slova básníka Giovanniho Capurry (1859–1920).
Text písně je napsán v neapolštině, kde „o“ znamená určitý člen, takže se skutečně jmenuje Moje slunce (a ne Ó moje slunce). Di Capua jí napsal při svém pobytu v Oděse a prý k ní byl inspirován nádherným východem slunce nad Černým mořem. Zpívá se v ní o tom, že slunce je nádherné, ale že zpěvák zná ještě jedno mnohem krásnější slunce, své slunce, a to je ve tváři jeho milé.
Píseň se brzy rozšířila do celého světa a mnohdy je omylem považována za lidovou. Proslavil ji zejména Enrico Caruso a dodnes patří do repertoáru proslulých tenorů (např. Benjamino Gigli, Mario Lanza, Giuseppe Di Stefano, Peter Dvorský, Luciano Pavarotti, Andrea Bocelli a další). Velký úspěch s její moderní úpravou (s anglickým textem It's Now or Never) měl Elvis Presley. Českou coververzi nazpíval pod názvem Za rok se vrátím Milan Chladil.

## Text písně v neapolštině
Che bella cosa e' na jurnata'e sole

n'aria serena doppo na tempesta

pe'll'aria fresca pare gia' na festa

che bella cosa na jurnata'e sole.

    Ma n'atu sole cchiu' bello, oi ne'

    'o sole mio sta nfronte a te!

    'o sole o sole mio

    sta 'nfronte a te, sta 'nfronte a te.

Luceno 'e llastre d'a fenesta toia;

'na lavannara canta e se ne vanta

e pe' tramente torce, spanne e canta

luceno'e llastre d'a fenesta toia.

    Ma n'atu sole cchiu' bello, oi ne'

    'o sole mio sta nfronte a te!

    'o sole o sole mio

    sta 'nfronte a te, sta 'nfronte a te.

Quanno fa notte e 'o sole se ne scenne

me vene quase 'na malincunia;

sott' a fenesta toia restarria

quanno fa notte e 'o sole se ne scenne.

    Ma n'atu sole cchiu' bello, oi ne'

    'o sole mio sta nfronte a te!

    'o sole o sole mio

    sta 'nfronte a te, sta 'nfronte a te.

## Česká verze
Píseň česky otextovala Jiřina Fikejzová pro Milana Chladila s názvem Za rok se vrátím.

## Autorská práva
V roce 2002 rozhodl soud v Turíně, že Alfredo Mazzucchi (1878–1972), do té doby považovaný pouze za di Capuova asistenta a zapisovatele, je spoluautorem písně a tudíž třetím oprávněným nositelem autorských práv k písni. Píseň je tak nyní chráněna autorským zákonem do roku 2042.